# Sân bay Morondava
Sân bay Morondava (IATA: MOQ, ICAO: FMMV) là một sân bay ở thành phố Morondava, Madagascar.

## Hãng hàng không và điểm đến
| Hãng hàng không | Các điểm đến          |
| --------------- | --------------------- |
| Air Madagascar  | Antananarivo, Toliara |
| Tsaradia        | Antananarivo          |